# Ústava Filipa Orlika

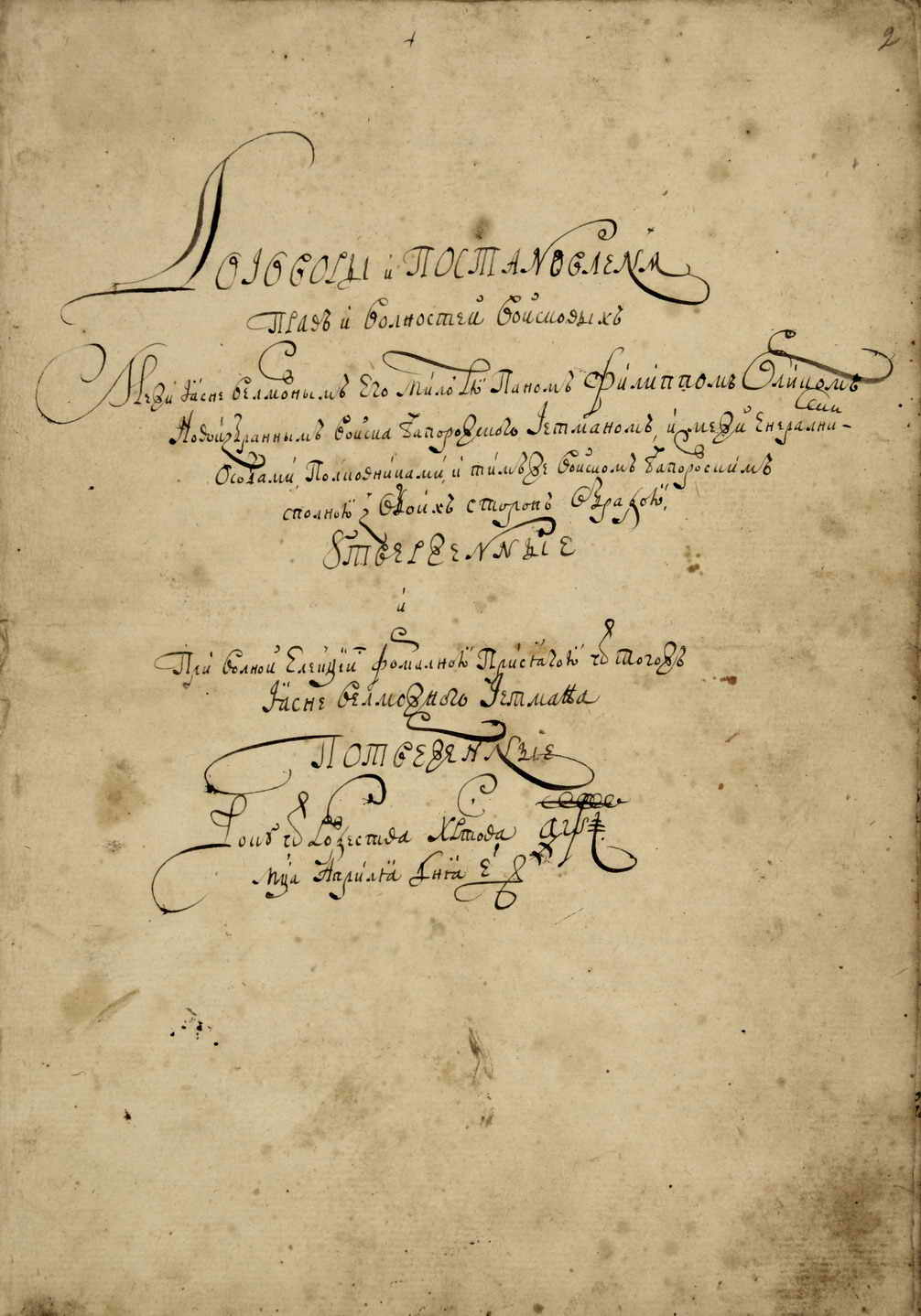
Ústava Filipa Orlika. Originální přední strana

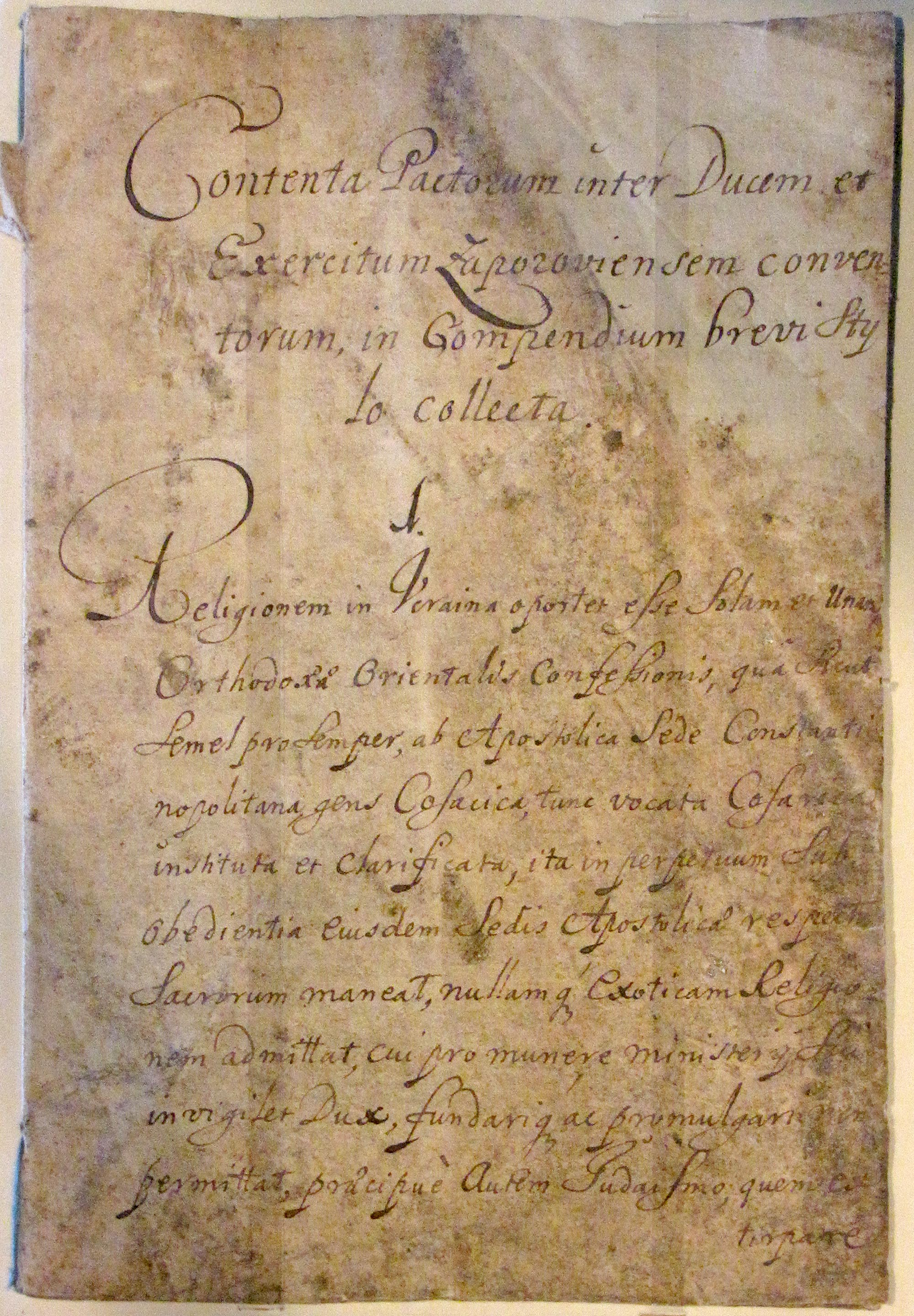
Přední strana ústavy v latině. Originál se nachází v archivu ve Švédsku

Ústava Filipa Orlika (Orlíka) (ukrajinsky Конституція Пилипа Орлика) čili Pakty a ústavy práv a svobod záporožského vojska (ukrajinsky Пакти і Конституції прав і вольностей Війська Запорозького) je ústavní dokument ukrajinského hejtmana Filipa Orlika z roku 1710. Tato dohoda mezi hejtmanem Filipem Orlikem a atamanem Kostem Hordijenkem, představitelem kozáckého vojska, určovala práva a povinnosti všech členů vojska. Dohodu schválil švédský král Karel XII. Byla napsaná v latině a zároveň ve staroukrajinštině a skládá se z preambule a šestnácti článků. Podle hodnocení ukrajinských historiků je jednou z prvních evropských ústav. Někteří se sice rozcházejí v názoru, zda se jedná o ústavu dnešního typu, avšak je to dílo, které přispělo k pokroku a výrazně předčilo svoji dobu, neboť první ústavy v Evropě a USA se objevily až o 70 let později. Rovněž přinesla dělbu moci na zákonodárnou, výkonnou a soudní asi 40 let předtím, než s tímto rozdělením přišel Montesquieu. Účinnosti však nenabyla, jelikož byla sepsána v exilu a její autoři neměli možnost vrátit se do země.

## Historie
Po porážce v bitvě u Poltavy hejtman Ivan Mazepa se svými nejbližšími stoupenci z řad kozáckých důstojníků spolu s pozůstatky ukrajinsko-švédské armády zůstali na území Osmanské říše při snaze zachránit se před ruskou armádou. Zde Ivan Mazepa zemřel. Jeho nejpravděpodobnějším nástupcem byl hejtmanovi blízký písař Filip Orlik. Při jeho volbě byl přijat dokument, který určoval práva a povinnosti hejtmana.
Konstituce byla přijata 5. dubna roku 1710 na kozácké schůzi u města Tighina (turecký název Bendery, dnes je součástí Moldavska) na pravém břehu řeky Dněstr. Proto je někdy nazývána jako Benderská ústava.

## Ustanovení Ústavy
Pro vymezení státu autoři často používají pojem území záporožského vojska či Ukrajina.
Zákonodárná moc se uděluje generální radě, která má roli parlamentu. Do ní patřili staršinové, rádci, plukovníci z měst a sotníci ze Záporožské Siči (článek 6). Generální rada měla pracovat třikrát do roka, a to v lednu, dubnu a říjnu. Na shromážděních měla jednat o bezpečnosti státu, věcech veřejných, vyslýchala zprávy od hejtmana a mohla jednat o nedůvěře hejtmanovi.
Nejvyšší výkonnou moc měl hejtman, jehož vláda byla celoživotní. V době mezi zasedáními rady vykonával její povinnosti. Hejtman neměl právo nakládat se státním pokladem a územím. Nemohl vytvářet vlastní administraci a uplatňovat tresty vůči lidem (články 6, 7 a 8). Hejtmanovi byla udělována pevně daná částka pro jeho materiální potřeby, ale jenom po dobu působení ve funkci.

## Památník
9. května roku 2010 byl v Benderách odhalen pomník Ústavě na počest 300. výročí. Pomník je ve tvaru knihy, do které je vyrytá historie ústavy a její plný název v ukrajinštině a latině.
29. června roku 2011 byl v Kristianstadu otevřen památník a odhalena pamětní deska ukrajinskému hejtmanovi Filipu Orlikovi. Otevření bylo datováno k 15. výročí Ústavy Ukrajiny. Tento čin byl iniciován velvyslanectvím Ukrajiny ve Švédsku. Na stěnu domu, ve kterém pobýval v letech 1716-1719 Filip Orlik, byla umístěna pamětní deska. Památník, dar Ukrajiny švédskému městu Kristianstad, vytvořila dílna ukrajinských sochařů Olese Sidoruka a Borise Krylova.
Památník otevřel hejtman města Kristianstad a velvyslanec Ukrajiny ve Švédsku.